# Battle Cry
Battle Cry (bra: Qual Será Nosso Amanhã?; prt: Antes do Furacão) é um filme estadunidense de 1955, dos gêneros drama romântico e guerra, dirigido por Raoul Walsh, com roteiro de Leon Uris baseado em seu livro Battle Cry.

## Sinopse
Segunda Guerra Mundial, o duro treinamento e os romances de soldados antes e durante os combates na frente japonesa.

## Elenco
- Van Heflin ....... Major Sam Huxley
- Aldo Ray ....... Soldado Andy Hookens
- Mona Freeman ....... Kathy
- Nancy Olson .......  Mrs. Pat Rogers
- James Whitmore ....... Sargento Mac (Narrador)
- Raymond Massey ....... Major General Snipes
- Tab Hunter .......  Soldado Dan 'Danny' Forrester
- Dorothy Malone ....... Mrs. Elaine Yarborough
- Anne Francis ....... Rae
- William Campbell ....... Soldado 'Ski' Wronski
- John Lupton .......  Soldado Marion 'Sister Mary' Hotchkiss
- L.Q. Jones ....... Soldado L.Q. Jones (como Justus E. McQueen)
- Perry Lopez ....... Soldado Joe Gomez aka Spanish Joe
- Fess Parker ....... Soldado Speedy
- Jonas Applegarth ....... Soldado Lighttower